# Виктор Бонч-Брујевич
Виктор Леополдович Бонч-Брујевич (рус. Виктор Леопольдович Бонч-Бруевич; Москва, 8. јануар 1923 — Москва, 9. април 1987) је био совјетски физичар-теоретичар и професор.

## Биографија
Виктор Леополдович Бонч-Брујевич се родио у породици службеника. Отац му је био Леополд Леонидович Авербах, истакнути друштвени и партијски радник, један од оснивача РАПП, стрељан у Стаљиновим чисткама, посмртно рехабилитован; мајка му је била Јелена Владимировна Бонч-Бруевич, лекар.
Средњу школу је завршио у Москви 1941.
На Физички факултет Московског државног универзитета (рус. Московский государственный университет - МГУ) се уписао 1941, али је 13. октобра приступио као добровољац Црвеној армији и учествовао је у борбеним дејствима код Москве у саставу Комунистичког батаљона 3. пука московских радника Западног фронта. После рањавања крајем јануара 1942. био је демобилисан, па је од фебруара 1942. до јуна 1943. учио на МГУ. Поново је позван у армију и током 1944. је учествовао у борбеним дејствима црвеноармијског 52. мотоциклистичког пука 4. Украјинског фронта, служећи у десантним јединицама. Награђен је Орденом Великог Отаџбинског рата II степена и са 4 медаље.
Од 1944. је наставио студије на физичком факултету МГУ, које је завршио 1947. у области „теоретска физика“. По завршетку студија је радио као асистент на катедри физике Пољопривредне академије (рус. Московская сельскохозяйственная академия им. К. А. Тимирязева). Априла 1948. је уписао последипломске студије на Институту физичке хемије АН СССР, које је завршио 1951. и одбранио дисертацију на тему „Електронска стања атома и молекула апсорбованих на површини кристала“. Од 1951. до 1955. је радио као виши научни сарадник, доцент катедре физике на Московском Електротехничком институту за комуникације (рус. Московский электротехнический институт связи).
Године 1955, је прешао на Московски Универзитет на дужност вишег научног сарадника, доцента и професора катедре физике полупроводника физичког факултета, докторирао је 1959, а 1962. добио академско звање професора.

## Радови
Виктор Леополдович је широко познат по својим радовима у области полупроводника. Радио је на теорији рекомбинације у полупроводницима, вршио је пионирска истраживања у теорији јако легираних полупроводника, која је поставила основу савременог схватања својстава електронског спектра као и оптичких својстава јако легираних полупроводника.
Такође је широко познат његов циклус радова на истраживању електронске нестабилности у полупроводницима.
Виктор Леополдович је био одличан предавач, многи његови ученици су постали познати научници.
За заслуге у области међународне сарадње 1979. је добио звање Почасаног доктора природних наука Берлинског универзитета.
Био је члан уредништва низа совјетских и иностраних научних часописа, између осталих „Весник Московског универзитета“, „Вести Универзитета СССР, Физика“, "Physica status solidi".
Под његовим руководством је формирана јединствена библиотека превода књига најбољух иностраних научника из физике чврстог тела.
Виктор Леополдович је аутор више од 150 објављених радова. Књиге и уџбеници:
- Физика полупроводника (рус. Физика полупроводников), 1977.
- Метод функције Грина у статистичкој механици (рус. Метод функций Грина в статистической механике), 1961.
- Збирка задатака из физике полупроводника (рус. Сборник задач по физике полупроводников), 1968.
- Доменска електрична нестабилност у полупроводницима (рус. Доменная электрическая неустойчивость в полупроводниках), 1972.
- Електронска теорија неуређених полупроводника (рус. Электронная теория неупорядоченных полупроводников), 1981.

## Награде
За своје радове је 1980. добио Ломоносову награду, заједно са И. А. Куровојем (рус. И. А. Куровой).

## Породица
Отац: Леополд Леонидович Авербах, истакнути друштвени и партијски радник, један од оснивача РАПП, стрељан у Стаљиновим чисткама, посмртно рехабилитован;
Мајка: Јелена Владимировна Бонч-Бруевич, лекар (хирург-трауматолог), ћерка Владимира Дмитријевича Бонч-Брујевича.